# Distretto di Międzychód
Il distretto di Międzychód (in polacco powiat międzychodzki) è un distretto polacco appartenente al voivodato della Grande Polonia.

## Geografia antropica

### Suddivisioni amministrative
Il distretto comprende 4 comuni.
- Comuni urbano-rurali: Międzychód, Sieraków
- Comuni rurali: Chrzypsko Wielkie, Kwilcz